# Panegyrtes delicatus
Panegyrtes delicatus là một loài bọ cánh cứng trong họ Cerambycidae.